# Charles Duval (1873-1937)
Pour les articles homonymes, voir Charles Duval et Duval.
Cet article ne doit pas être confondu avec Charles Duval (1808-1876) architecte lui aussi.
Charles Duval, né en 1873 et mort en 1937 était un architecte français qui participa à la reconstruction du département de la Somme après la Première Guerre mondiale.

## Biographie
Charles Duval fut élève de l'atelier de Jean-Louis Pascal à l'École nationale supérieure des beaux-arts, où il fut le condisciple d'Emmanuel Gonse. Avant 1914, il collabora avec Camille Robida pour la reconstruction du théâtre municipal de Coulommiers de 1903 à 1905. Il créa avec Emmanuel Gonse une agence d'architecture qui réalisa essentiellement des constructions pour des personnes privées. 
Les choses changèrent après la Grande Guerre. Les deux architectes participèrent à la création d'une société civile d'architectes, « La Cité nouvelle », qui eut la charge de la reconstruction des régions dévastées. Charles Duval et Emmanuel Gonse se consacrèrent à la reconstruction du département de la Somme dans les régions de Roye et Montdidier et d'une partie du bassin minier du Pas-de-Calais. Outre les bâtiments communaux d'une quinzaine de villages, ils contribuèrent à la reconstruction d'immeubles privés industriels et agricoles.

## Œuvres

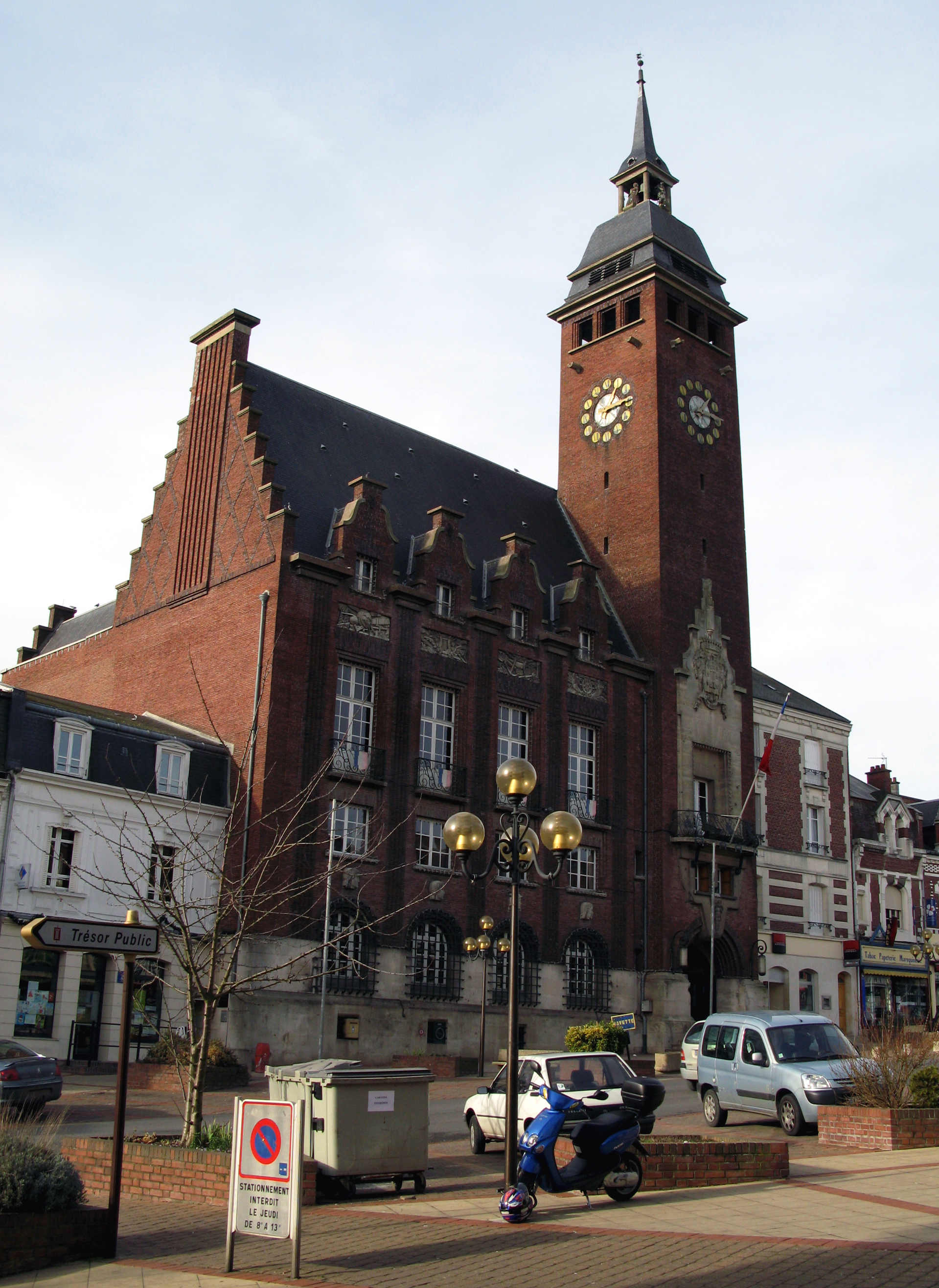
Hôtel de ville de Montdidier.

Parmi leurs principales réalisations, on peur citer :
- l'aérium d'Arès (Gironde) (1911) ;
- l'immeuble à dôme à l'angle de la rue Saint-Georges (Paris) destiné au journal L'Illustration (1913) ;
- l'ambassade de Tchécoslovaquie à Paris (1924) ;
- l'église Saint-Martin d'Arvillers (1928) ;
- l'hôtel de ville de Montdidier (1927-1930) ;
- l'église Saint Vaast de Moreuil de 1929 à 1931 ;
- l'église Saint-Martin de Beuvraignes (1930) ;
- l'église Saint-Pierre de Roye de 1931 à 1933 ;
- à Rouvroy (Pas-de-Calais) :
  - l'église Saint-Louis de la cité Nouméa des mines de Drocourt[2] ;
  - son presbytère français[3] ;
  - son presbytère polonais[4] ;
  - et agrandissent l'école voisine[5] de 1927 à 1931 ;
- à Courbevoie, le Centre médical de « La Nouvelle Etoile » (fondation Winburn) en 1931.

On doit également à ces deux architectes la construction de l'École de puériculture de la faculté de médecine de Paris de 1928 à 1933.

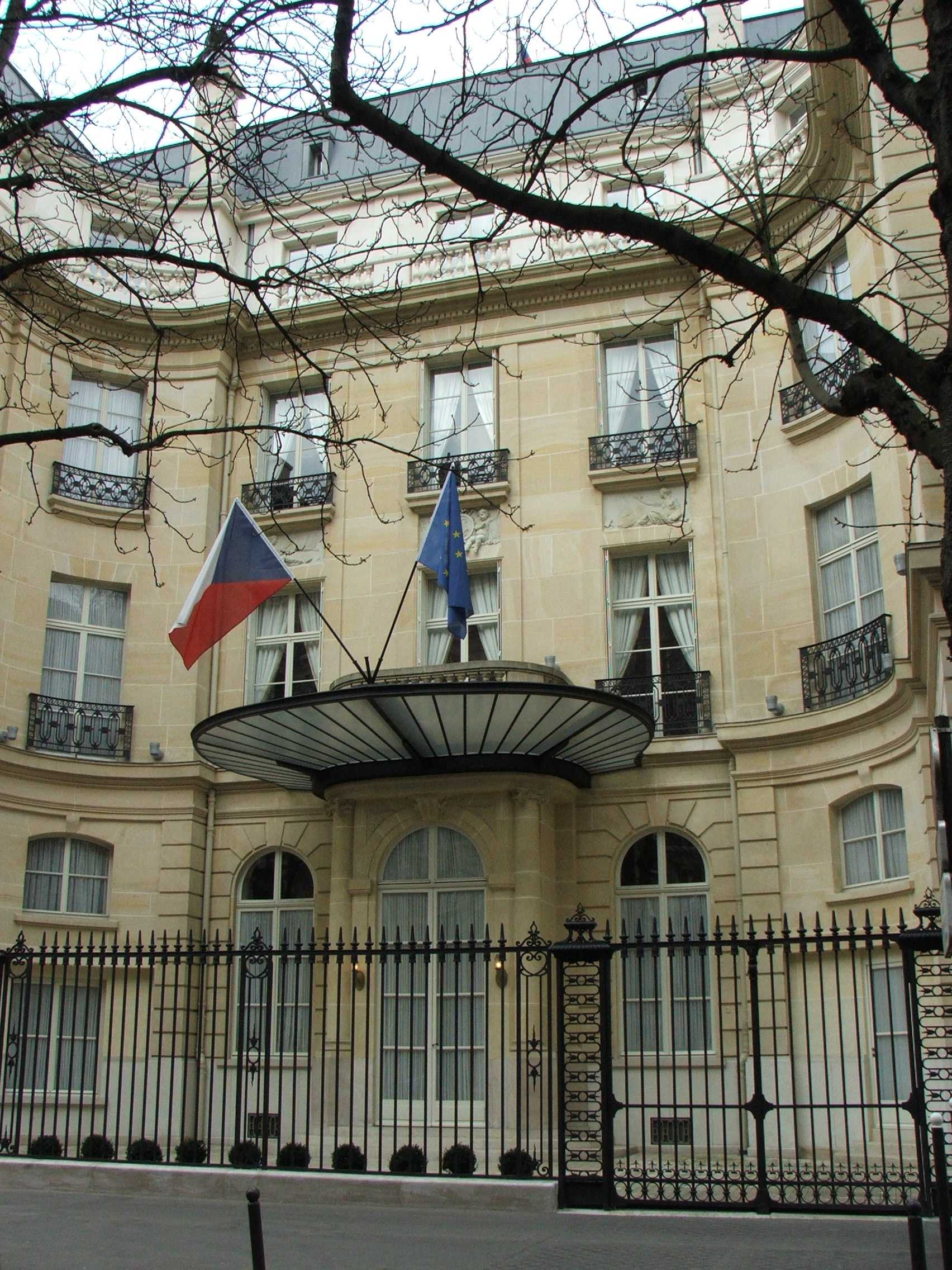
Ambassade de la République tchèque à Paris.
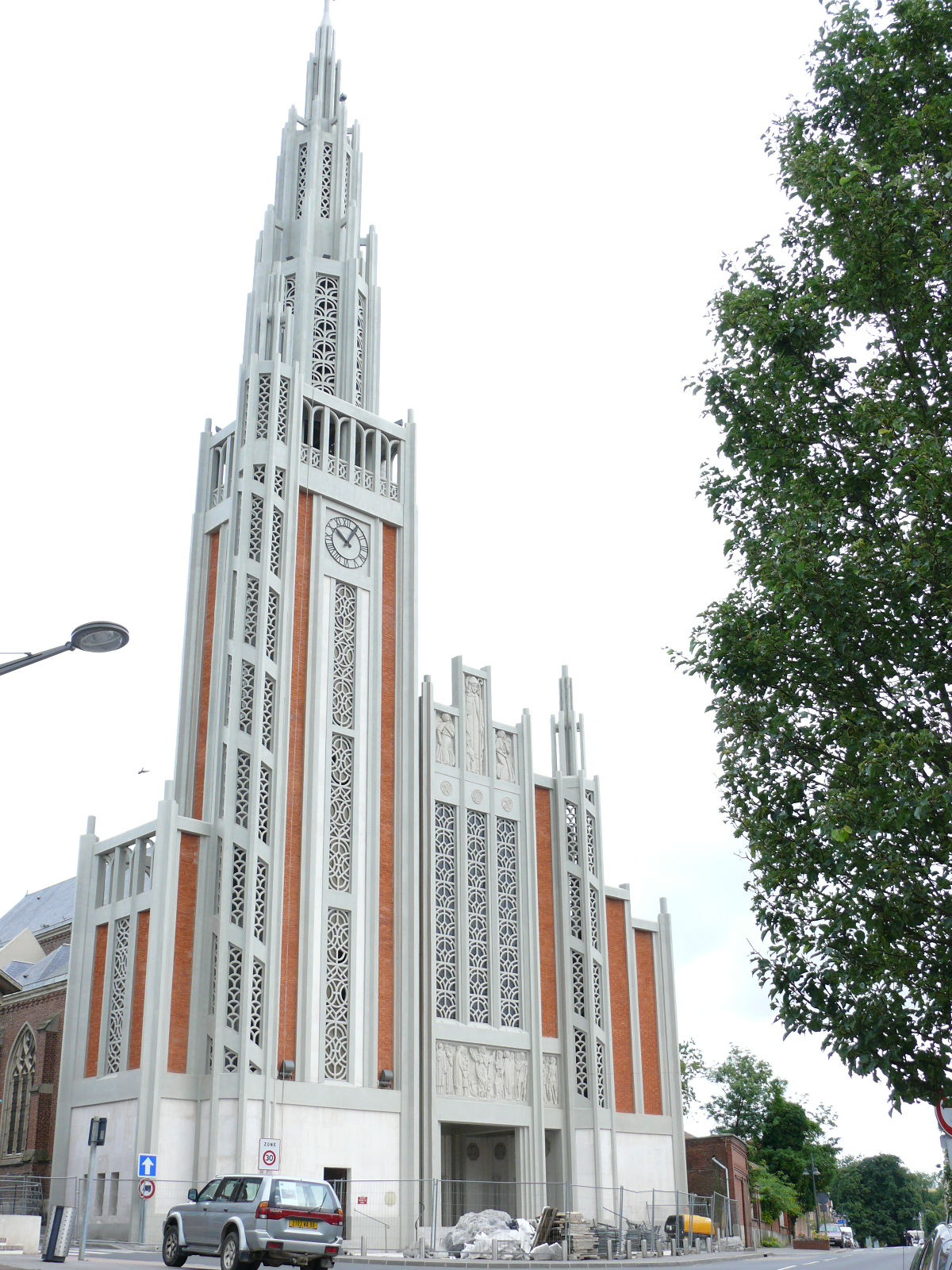
Moreuil : façade de l'église abbatiale Saint-Vaast.
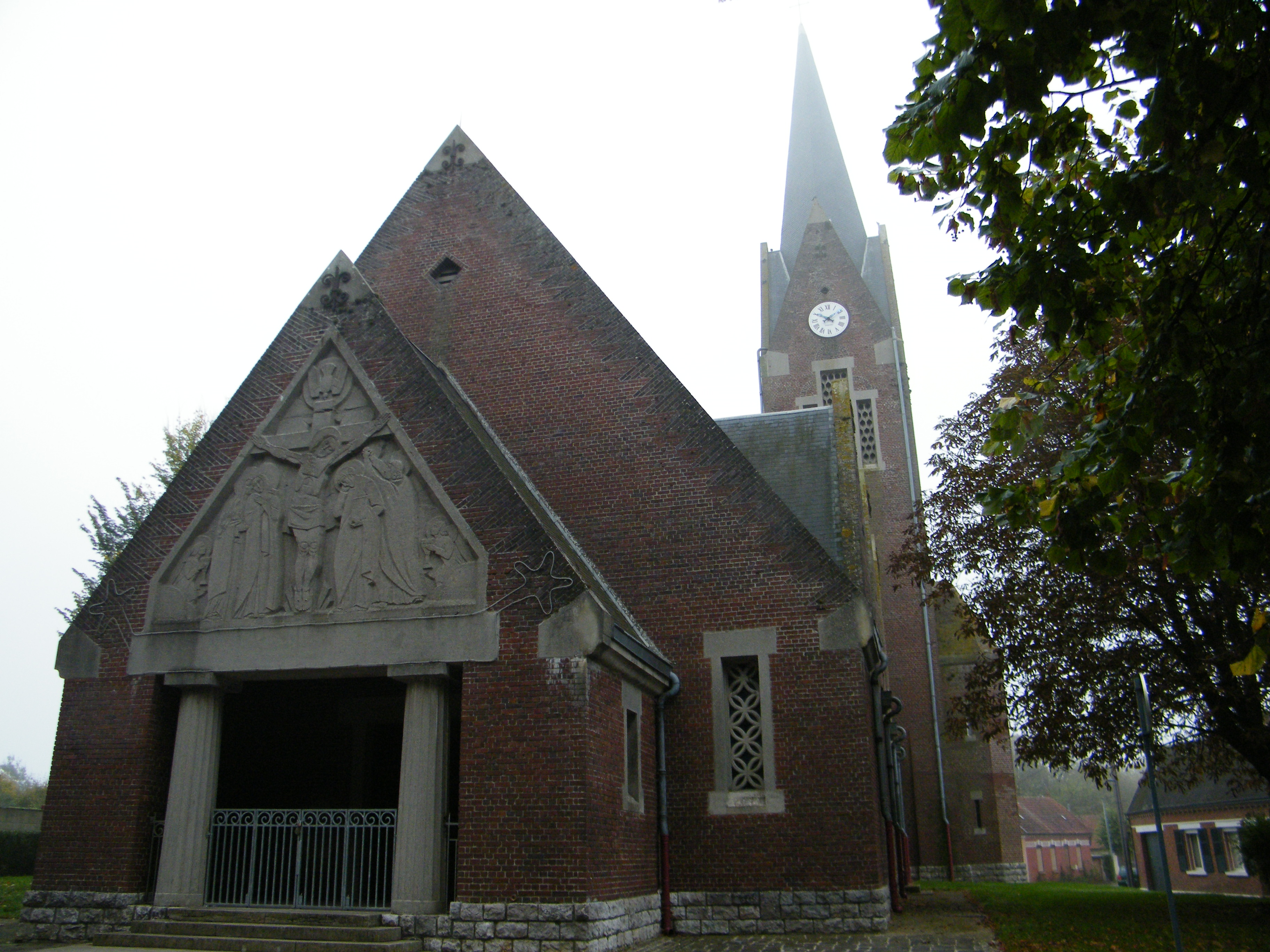
Arvillers : église Saint-Martin.
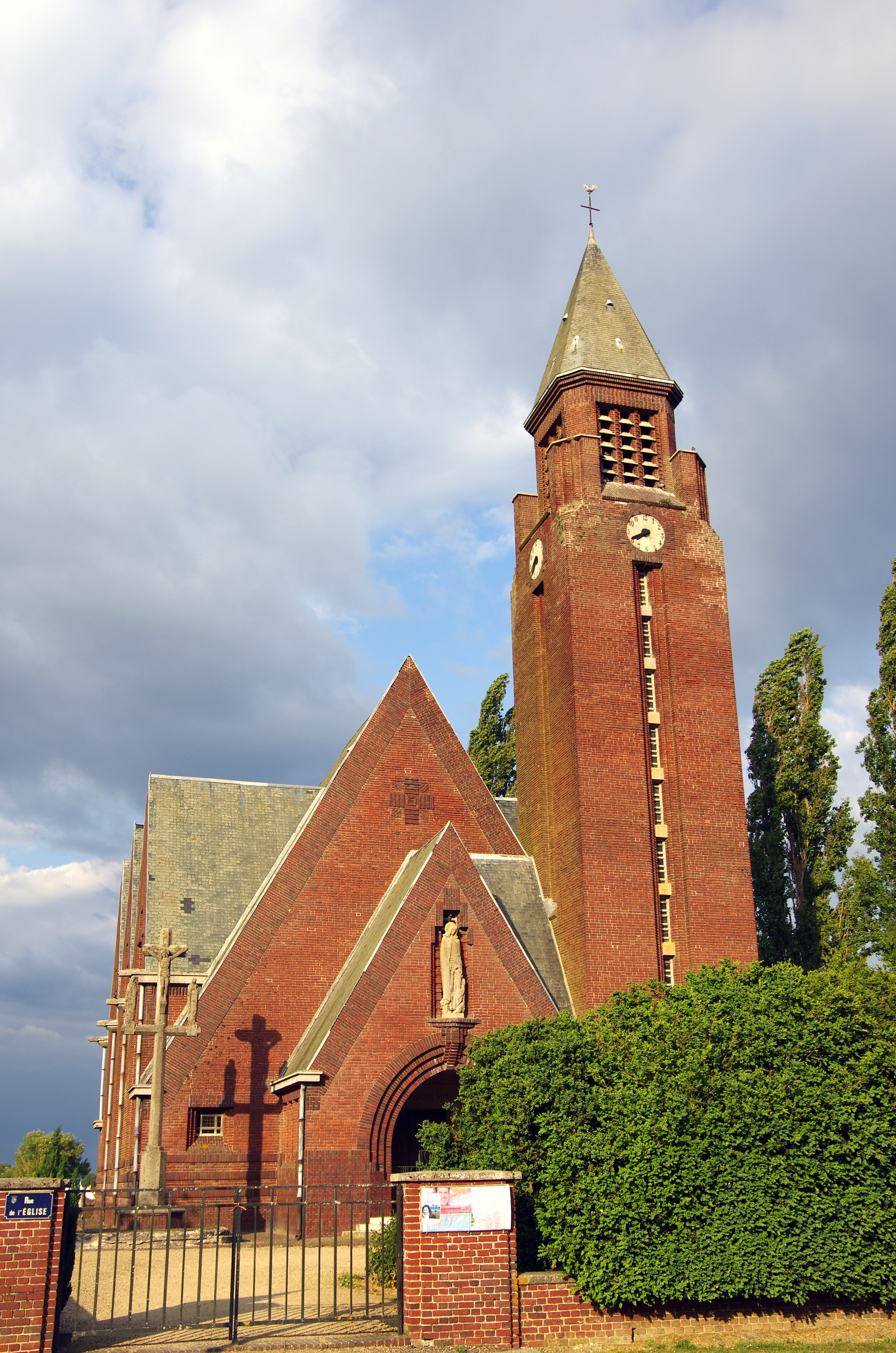
Beuvraignes : église Saint-Martin
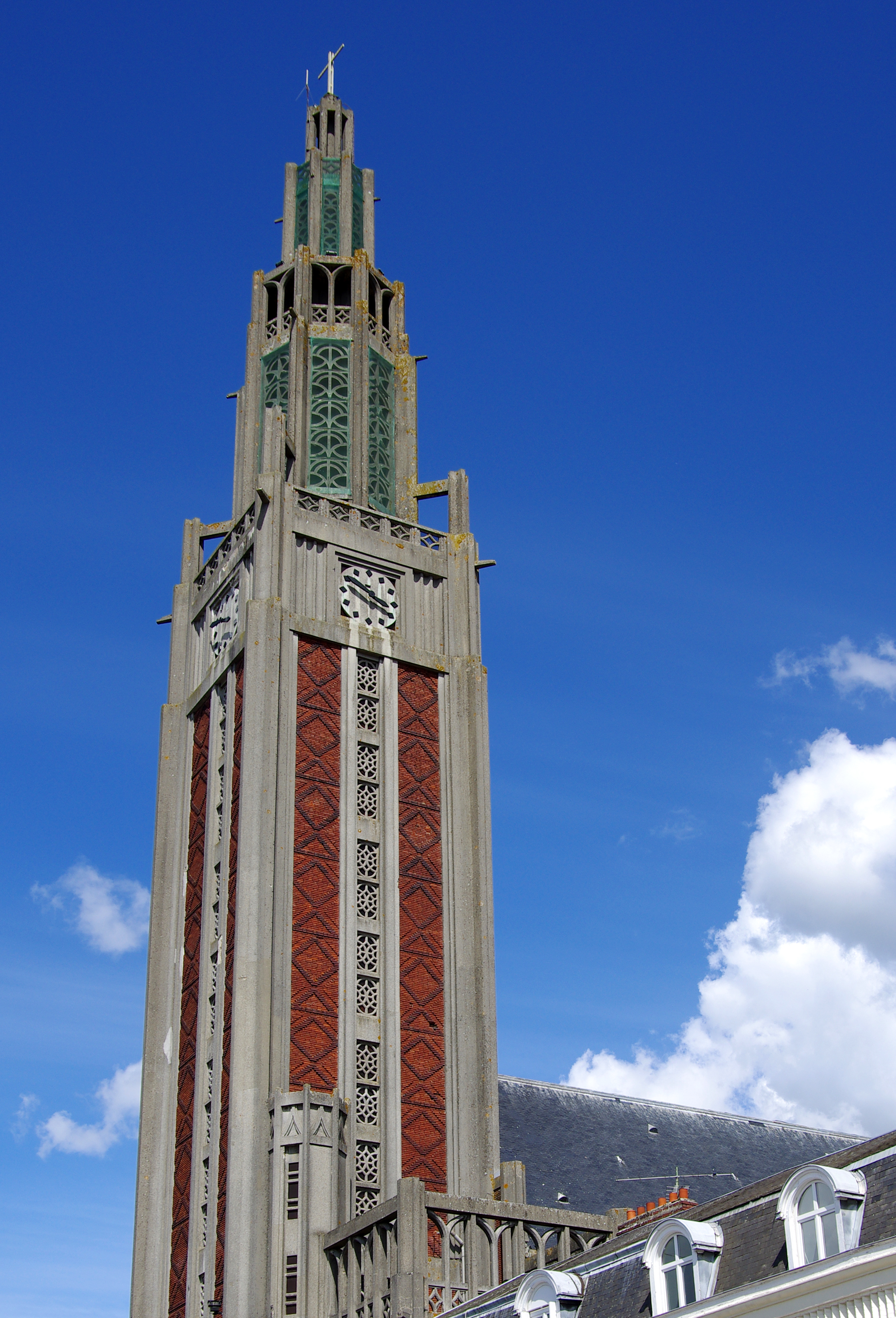
clocher de l'église Saint-Pierre de Roye.
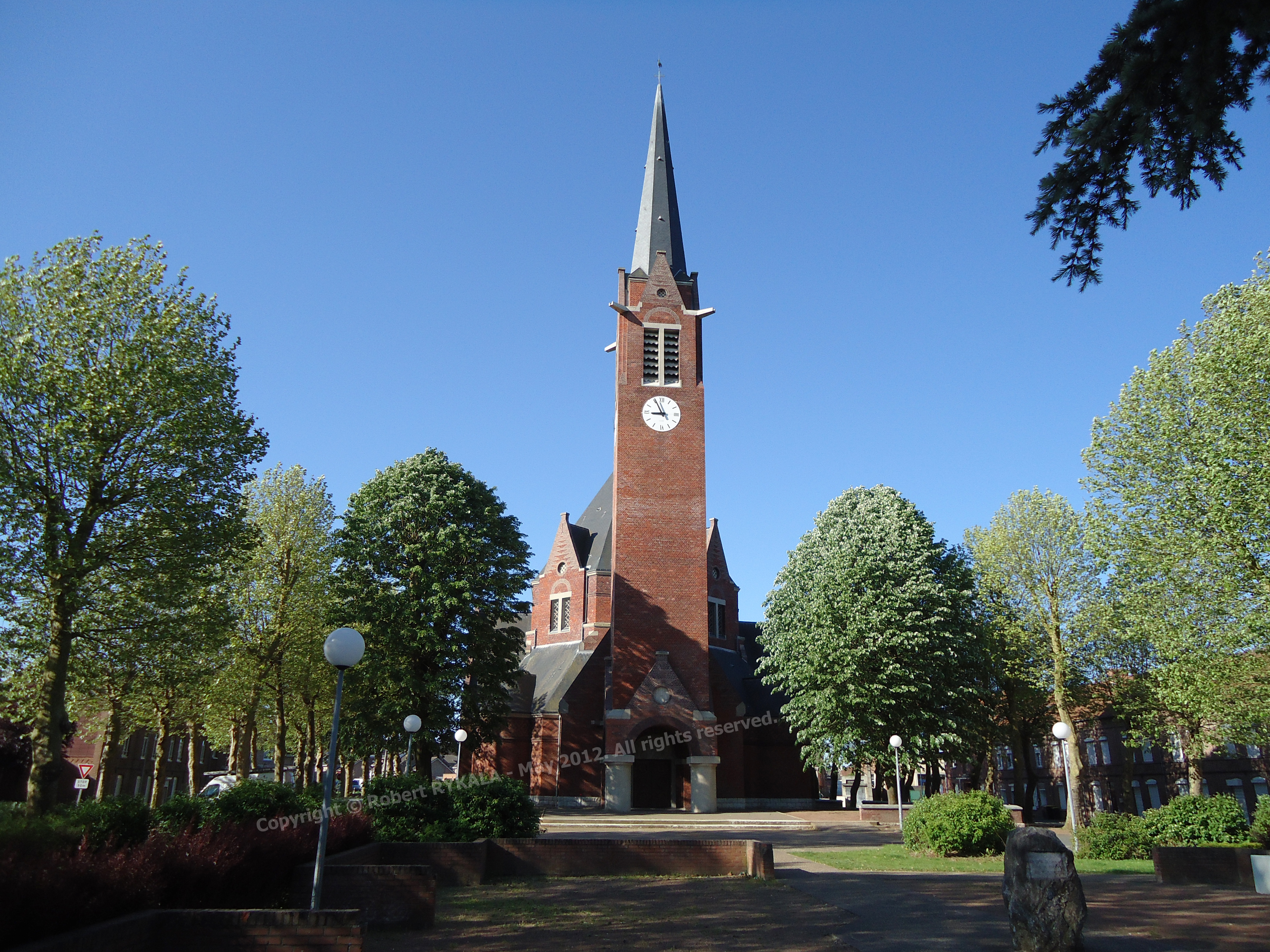
Église Saint-Louis de Rouvroy (Pas-de-Calais).